# Imperia (provincie)
De provincie Imperia is gelegen in de Noord-Italiaanse regio Ligurië. Ze grenst in het noorden aan de Piëmontese provincie Cuneo, in het oosten aan de provincie Savona en in het westen aan het Franse departement Alpes-Maritimes
Het territorium van de provincie kan grofweg in tweeën verdeeld worden; de Bloemenriviera en de Ligurische Alpen. De kuststrook is dichtbevolkt en telt een aantal zeer belangrijke badplaatsen zoals Ventimiglia en Bordighera. De grootste stad van de provincie is Sanremo (of San Remo), in deze mondaine stad wordt iedere winter het internationaal bekende Festival di Sanremo gehouden, de verkiezing van het beste Italiaanse lied. Deze stad heeft een zeer karakteristiek op een heuvel gelegen oud centrum "La Pigna" genaamd. Enkele kilometers landinwaarts ligt het verlaten dorp Bussana Vecchia dat tegenwoordig veel kunstenaars herbergt.
De hoofdstad Imperia bestaat officieel pas sinds 1923. In dat jaar werden de plaatsen Porto Maurizio en Oneglia samengevoegd, Imperia heeft nog steeds twee duidelijk afzonderlijke centra, waarvan Porto Maurizio als het belangrijkste en meest bezienswaardige beschouwd mag worden. Een bijzondere plaats is Seborga, de oudste constitutionele monarchie van Europa. Het heeft eigen munten en nummerplaten maar wordt door geen enkele andere staat officieel erkend.
Het bergachtige binnenland van Imperia is dunbevolkt. De meeste dorpen hebben zeer goed bewaarde middeleeuwse kernen zoals Dolceacqua en Triora. Vlak bij Monesi ligt de Monte Saccarello met daarop een enorm beeld van de Verlosser. In dit gebied lopen een aantal onverharde wegen tot boven de 2100 meter naar onder andere de Colle dei Signori. Sinds 1824 is hier het pastabedrijf Agnesi gevestigd.

## Foto's

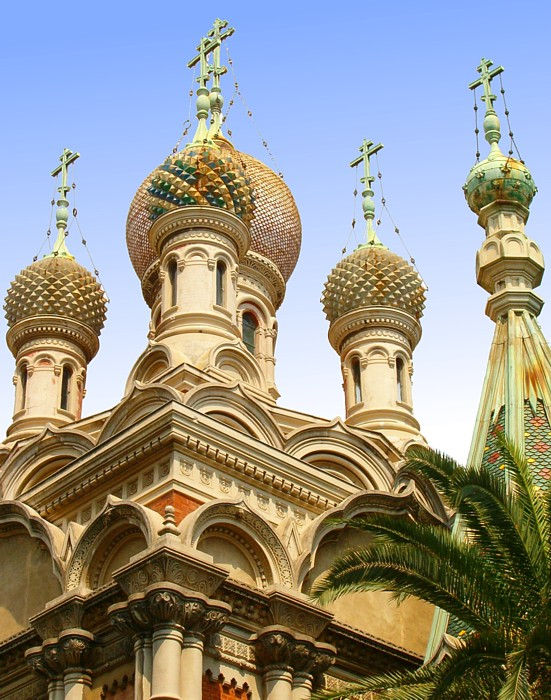
Sanremo

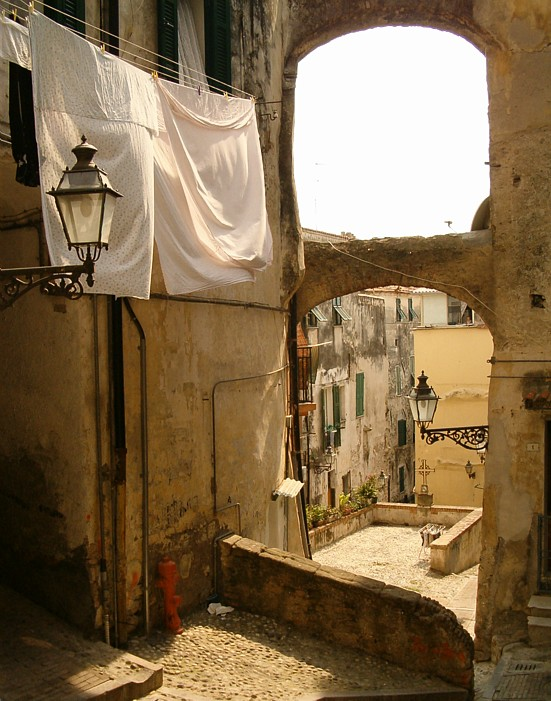
Sanremo: La Pigna

Triora

## Belangrijke plaatsen
- Sanremo - (57.120 inw.)
- Imperia - (40.440 inw.)
- Ventimiglia - (25.396 inw.)
- Taggia - (12.950 inw.)
- Bordighera - (10.647 inw.)